# George Sidney
George Sidney (Long Island, Nova York, 1917 - Las Vegas, Nevada, 2002) fou un director de cinema estatunidenc que va treballar principalment per la Metro-Goldwyn-Mayer.
Fill d'actors, estigué vinculat al món de l'espectacle des de petit com a actor en vodevils i en el cinema mut. Després de rebre dos Oscars, pels curtmetratges Quicker'n a Wick (1940) i Of Pups and Puzzles (1941), rodà el seu primer llargmetratge Free and Easy (1941).
El musical fou el gènere més vinculat a la seva trajectòria, així, dos anys després en va dirigir el primer, Thousands Cheer, i varen seguir Anchors Aweigh (1945), interpretada per Frank Sinatra i Gene Kelly i que fou guardonada amb cinc premis Oscar, entre els quals el de millor pel·lícula; Magnòlia (1951); Kiss Me Kate (1953) –adaptació d'un musical de Cole Porter–; La història d'Eddy Duchin (1956); Pal Joey (1957), o Viva Las Vegas (1953), amb Elvis Presley. També realitzà films d'aventures que palesen una gran influència dels musicals, com Els tres mosqueters (1948) i Scaramouche (1952), i una pel·lícula interpretada per Cantinflas, Pepe (1960). L'any 1968 dirigí el seu darrer film, Half a Sixpence.
Fou director del Sindicat de Directors d'Amèrica en dues ocasions (1951-59 i 1961-67).

## Filmografia parcial
- Manhattan Melodrama (1934)
- Pilot N° 5 (1943)
- Thousands Cheer (1943)

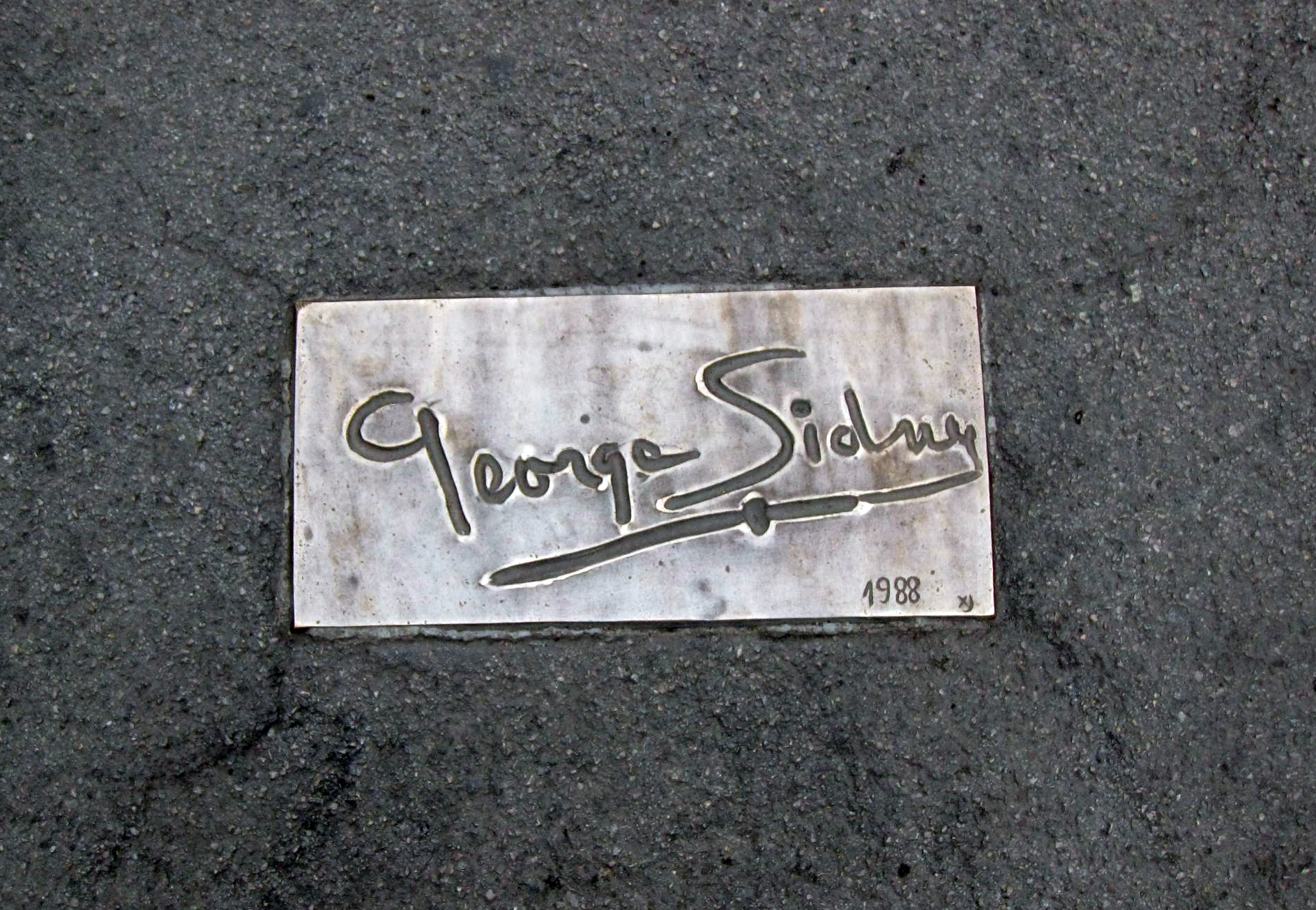
Signatura en el paviment de la rambla Catalunya (Barcelona)

- Lleveu àncores! (Anchors Aweigh) (1945)
- Ziegfeld Follies (1945)
- The Harvey Girls (1946)
- Holiday in Mexico (1946)
- Cass Timberlane (1947)
- Els tres mosqueters (The Three Musketeers) (1948)
- The Red Danube (1949)
- Key to the City (1950)
- Annie Get Your Gun (1950)
- Show Boat (1951)
- Scaramouche (1952)
- La reina verge (Young Bess) (1953)
- Kiss Me Kate (1953)
- Jupiter's Darling (1955)
- La història d'Eddy Duchin (The Eddy Duchin Story) (1956)
- Jeanne Eagels (1957)
- Pal Joey (1957)
- Pepe (1960)
- Bye Bye Birdie (1963)
- Viva Las Vegas (1964)
- The Swinger (1966)
- Half a Sixpence (1967)